# Schweyen

Panorama von Schweyen in östlicher Richtung von der Rue du Moulin aus gesehen

Schweyen (lothr. Schweije) ist eine französische Gemeinde mit 319 Einwohnern (Stand 1. Januar 2022) im Département Moselle in der Region Grand Est (bis 2015 Lothringen). Sie gehört zum Arrondissement Sarreguemines, zum Kanton Bitche und zum Gemeindeverband Pays de Bitche.  Die französischsprachigen Einwohner nennen sich Schweyenois.

## Geografie
Schweyen liegt anderthalb Kilometer vom Grenzübergang nach Deutschland bei Hornbach entfernt an der Straße D 351 von Bitsch nach Zweibrücken. Das Gemeindegebiet ist Teil des grenzübergreifenden Biosphärenreservates Pfälzerwald-Nordvogesen.

## Geschichte

### Urgeschichte
Gallo-römische Zeugnisse weisen auf eine Besiedelung im 2. Jahrhundert hin.

### Mittelalter
Der Ortsname leitet sich ab von Schweige (‚Viehhof, Viehweide, Viehherde‘); das intervokalische „g“ ist verstummt. Die älteste erhaltene Erwähnung des Dorfes stammt von 1311. Der Ort war ursprünglich von der Burg Waldeck abhängig, die in dieser Zeit zur Herrschaft Lichtenberg gehörte. Bei den beiden Landesteilungen der Herrschaft Lichtenberg, die um 1330 und im Jahr 1335 stattfanden, wird Schweyen als Bestandteil dieser Herrschaft genannt. Es wird dabei dem Landesteil der „jüngeren Linie“, den Nachkommen Heinrichs IV. von Lichtenberg, zugeordnet. Das Dorf wurde getrennt von der Burg Waldeck durch die Herren von Lichtenberg noch vor 1405 als Lehen an die Familie von Flersheim vergeben. Da die öffentliche Gewalt in dem Dorf durch die Lehensträger ausgeübt wurde, schied es weitgehend aus der Herrschaft Lichtenberg aus, auch wenn den Herren von Lichtenberg als Lehensherren weiter eine formale Oberhoheit zustand. So war Schweyen keinem Amt der Herrschaft Lichtenberg oder ihrer Nachfolgerin ab 1480, der Grafschaft Hanau-Lichtenberg, zugeordnet.
Das Gemeindewappen zeigt die Insignien zweier Familien, die den Ort beherrschten: die Familie Souart, dargestellt durch die Türme und die Sparren der Familie Vanoncle de Venette.

### Frühe Neuzeit
Die Familie derer von Flersheim zog mit, als Graf Philipp IV. von Hanau-Lichtenberg Mitte des 16. Jahrhunderts die lutherische Konfession als in seiner Grafschaft verbindlich einführte. So wurde auch Schweyen evangelisch.
Ab 1572 kam es zu einer heftigen Auseinandersetzung zwischen Hanau-Lichtenberg und dem Herzogtum Lothringen. Es ging um die Erbschaft, die Zweibrücken-Bitsch 1570 hinterlassen hatte, und auch um den konfessionellen Gegensatz (Lothringen war römisch-katholisch geblieben). Im Juli 1572 besetzten Truppen des Herzogs Karl III. Teile der Grafschaft. Da Philipp IV. der lothringischen Übermacht nicht gewachsen war, wählte er den Rechtsweg. Der anschließende Prozess vor dem Reichskammergericht zog sich hin. 1604 kam es dann zu einer vertraglichen Regelung zwischen Hanau-Lichtenberg und Lothringen. Dabei trat Hanau-Lichtenberg unter anderem das Dorf Schweyen 1606 an Lothringen ab.

### Neuzeit

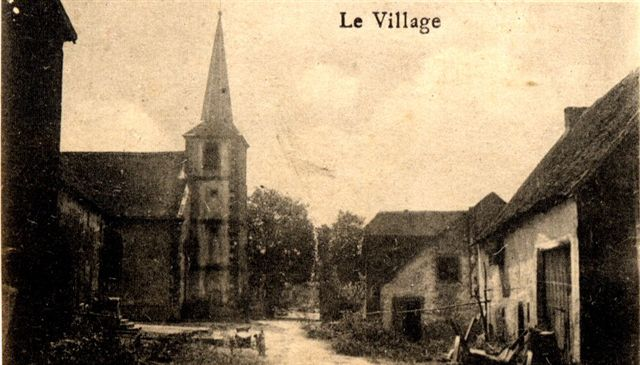
Historische Postkartenansicht 1932

Nach der durch die Französische Revolution bewirkten Neuorganisation der französischen Verwaltung gehörte Schweyen von 1790 bis 1801 zum heute nicht mehr bestehenden Kanton Breidenbach, später zum auch nicht mehr bestehenden Kanton Volmunster. Von 1802 bis 1866 bildete Schweyen mit Loutzviller eine Verwaltungsgemeinschaft.
Im Zweiten Weltkrieg wurde Schweyen geräumt und fast völlig zerstört.

### Bevölkerungsentwicklung
| Jahr      | 1962 | 1968 | 1975 | 1982 | 1990 | 1999 | 2007 | 2019 |
| Einwohner | 334  | 313  | 289  | 300  | 306  | 311  | 311  | 303  |

## Freizeit und Kultur
Bei Schweyen befindet sich eine Moto-Cross-Bahn.